# Laura Coombs
Laura Coombs (Gravesend, Reino Unido; 29 de enero de 1991) es una futbolista inglesa. Juega de centrocampista y su equipo actual es el  Manchester City de la Women's Super League. Es internacional absoluta por la selección de Inglaterra desde 2015.

## Trayectoria
Coombs comenzó su carrera en el Arsenal en 2007. Tras un largo paso por el Chelsea, el Liverpool y fútbol estadounidense, en 2019 fichó por el Manchester City.

## Selección nacional
A nivel juvenil, Coombs ganó el Campeonato Europeo Sub-19 de la UEFA 2009 y formó parte del plantel que llegó a la final en el Campeonato Europeo Sub-19 de la UEFA 2010.
Debutó por la selección de Inglaterra el 23 de octubre de 2015 ante China.
Tras no ser seleccionada desde 2015, fue llamada nuevamente a la Arnold Clark Cup 2023. Fue citada a la Copa Mundial de 2023.

### Participaciones en copas del mundo
| Copa                 | Sede                    | Resultado  |
| -------------------- | ----------------------- | ---------- |
| Copa Mundial de 2023 | Australia Nueva Zelanda | Subcampeón |

## Clubes
| Club                          | País           | Año           |
| ----------------------------- | -------------- | ------------- |
| Arsenal                       | Inglaterra     | 2007-2011     |
| Nottingham Forest (Cedida)    | Inglaterra     | 2010          |
| Los Angeles Strikers (Cedida) | Estados Unidos | 2011          |
| Chelsea                       | Inglaterra     | 2011-2017     |
| Barnet (Cedida)               | Inglaterra     | 2012-2013     |
| Los Angeles Strikers (Cedida) | Estados Unidos | 2013          |
| Liverpool (Cedida)            | Inglaterra     | 2016          |
| Liverpool                     | Inglaterra     | 2017-2019     |
| Manchester City               | Inglaterra     | 2019-presente |

## Palmarés

### Títulos nacionales
| Título                | Club            | País       | Año     |
| --------------------- | --------------- | ---------- | ------- |
| Women's Super League  | Chelsea         | Inglaterra | 2015    |
| Women's FA Cup        | Chelsea         | Inglaterra | 2014-15 |
| Women's FA Cup        | Manchester City | Inglaterra | 2019-20 |
| FA Women's League Cup | Manchester City | Inglaterra | 2021-22 |

### Títulos internacionales
| Título               | Equipo                  | Sede       | Año  |
| -------------------- | ----------------------- | ---------- | ---- |
| Finalissima Femenina | Selección de Inglaterra | Inglaterra | 2023 |